# Lotus drepanocarpus
Lotus drepanocarpus är en ärtväxtart som beskrevs av Michel Charles Durieu de Maisonneuve. Lotus drepanocarpus ingår i släktet käringtänder, och familjen ärtväxter. Inga underarter finns listade i Catalogue of Life.